# Господарські товари
Господарські товари — товари домашнього вжитку.

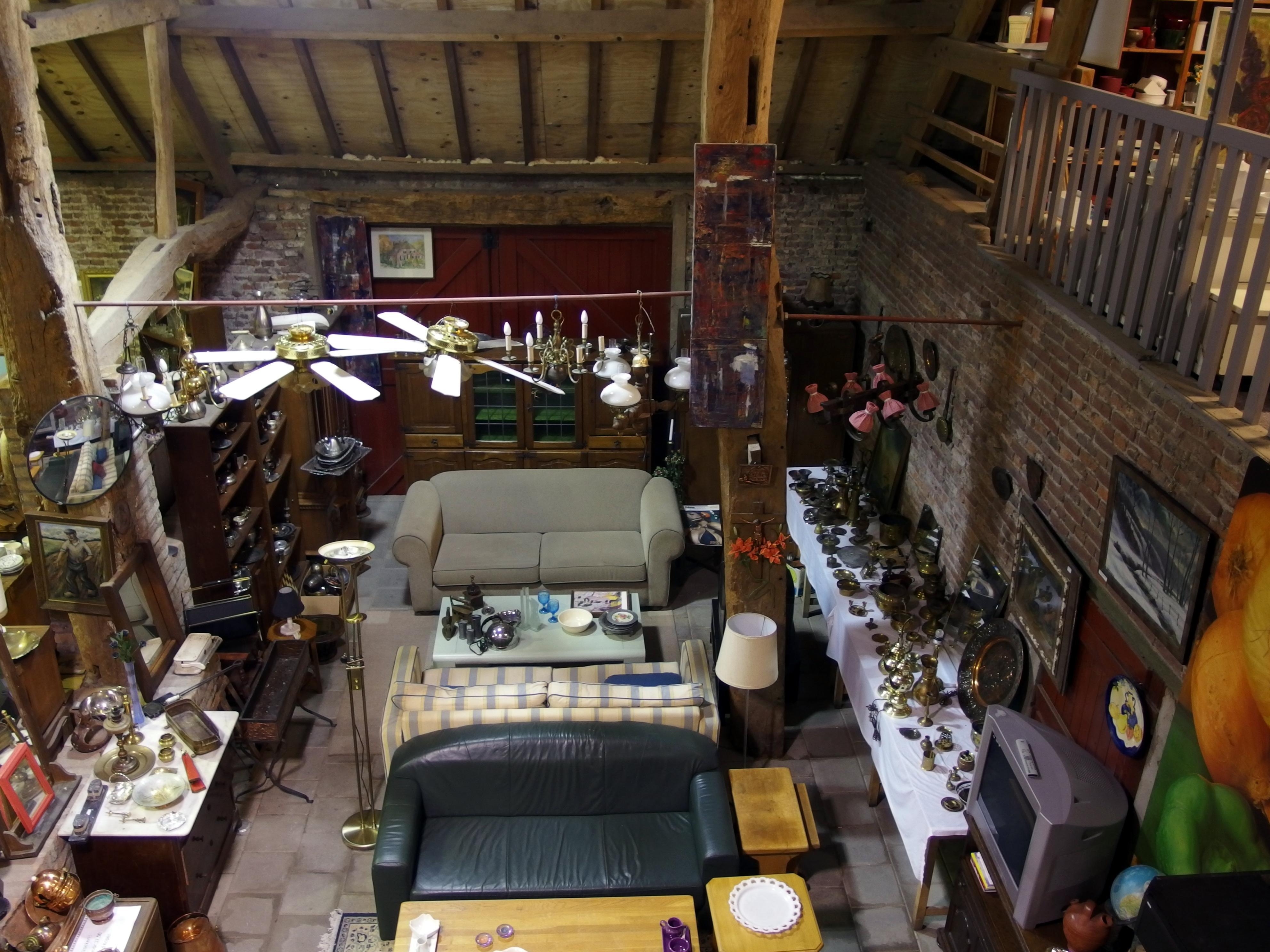

Товар короткочасного користування — товар широкого споживання, який, як водиться, споживається за один або кілька разів.
- Побутова хімія,
- Косметика тощо

Товари тривалого користування — вироби, що витримують багаторазове використання і задовольняють потреби власників протягом багатьох років.
- Меблі
- Сантехніка
- Галантерея
- Іграшки
- Посуд
- Кухонна техніка (холодильник, плита, витяжка, кавоварка, міксер, фритюрниця, хлібопіч, мікрохвильова піч, кухонний комбайн тощо)
- Побутова техніка:
  - Апаратура радіоелектронна побутова
  - Машини та прилади електропобутові
  - Машини та прилади для механізації робіт у побуті
  - Побутові прилади електронної техніки, у тому числі обчислювальна техніка
  - Складні комплектуючі вироби, на які видається окрема гарантія
  - Продукція виробнично-технічного призначення, яка може бути використана у побуті
  - Засоби вимірювальної техніки побутового призначення[1]